# Dragasj vojvoda
Dragasj vojvoda (bulgariska: Драгаш войвода) är ett distrikt i Bulgarien.   Det ligger i kommunen Obsjtina Nikopol och regionen Pleven, i den norra delen av landet, 170 km nordost om huvudstaden Sofia.
Trakten runt Dragasj vojvoda består till största delen av jordbruksmark. Runt Dragasj vojvoda är det ganska glesbefolkat, med 38 invånare per kvadratkilometer.